# Lijst van rijksmonumenten in Maastricht/Wilhelminasingel
Een overzicht van de 12 rijksmonumenten in de stad Maastricht gelegen aan of bij de Wilhelminasingel.
| Object | Oorspronkelijke functie? | Bouwjaar | Architect             | Locatie                                               | Coördinaten?                 | Nr.?   | Afbeelding                                                                  |
| --- | ------------------------ | -------- | --------------------- | ----------------------------------------------------- | ---------------------------- | ------ | --------------------------------------------------------------------------- |
| Portiek-etagewoning met zes gezinswoningen met elementen van Berlagianisme.                                                   | Woonhuis                 | 1916     | A. Knols              | Wilhelminasingel 25a                                  | 50° 51' 6" NB, 5° 42' 0" OL  | 506695 | Portiek-etagewoning met zes gezinswoningen met elementen van Berlagianisme. |
| Drie woonhuizen in art-nouveau-stijl.                                                                                         | Woonhuis                 | 1901     | C.L.J. Hoogenstraaten | Wilhelminasingel 52                                   | 50° 51' 2" NB, 5° 42' 4" OL  | 506696 | Meer afbeeldingen                                                           |
| Met elementen van Neo-Renaissance gebouwd herenhuis.                                                                          | Woonhuis                 | ca. 1900 |                       | Wilhelminasingel 64                                   | 50° 51' 0" NB, 5° 42' 5" OL  | 506697 | Meer afbeeldingen                                                           |
| Eclectisch herenhuis. | Woonhuis                 | 1896     |                       | Wilhelminasingel 66                                   | 50° 51' 0" NB, 5° 42' 5" OL  | 506728 | Meer afbeeldingen                                                           |
| Eclectisch herenhuis, halfvrijstaand.                                                                                         | Woonhuis                 | ca. 1895 |                       | Wilhelminasingel 68                                   | 50° 50' 60" NB, 5° 42' 5" OL | 506698 | Meer afbeeldingen                                                           |
| Eclectisch herenhuis. | Woonhuis                 | 1907     |                       | Wilhelminasingel 69                                   | 50° 51' 0" NB, 5° 42' 7" OL  | 506729 | Meer afbeeldingen                                                           |
| Eclectisch herenhuis, gebouwd in opdracht van A. Reijnen. Naderhand heeft het pand dienstgedaan als hotel (Hotel Wilhelmina). | Woonhuis                 | 1900     | Joseph Hollman        | Wilhelminasingel 73                                   | 50° 50' 60" NB, 5° 42' 8" OL | 506730 | Meer afbeeldingen                                                           |
| Drie herenhuizen in eclectische stijl.                                                                                        | Woonhuis                 | 1890     | Jean H. Meyers        | Wilhelminasingel 76-78-80                             | 50° 50' 56" NB, 5° 42' 7" OL | 506731 | Meer afbeeldingen                                                           |
| Eclectisch herenhuis. | Woonhuis                 | 1896     |                       | Wilhelminasingel 82                                   | 50° 50' 56" NB, 5° 42' 7" OL | 506699 | Meer afbeeldingen                                                           |
| Woonhuis met achterliggend stallencomplex in eclectische stijl, gebouwd in opdracht van veehandelaar A. Markens.              | Woonhuis                 | 1891     |                       | Wilhelminasingel 92 / Bourgognestraat / Lage Barakken | 50° 50' 55" NB, 5° 42' 8" OL | 506735 | Meer afbeeldingen                                                           |
| Herenhuis, in een het door het eclecticisme beïnvloede bouwstijl.                                                             | Woonhuis                 | 1895     |                       | Wilhelminasingel 100                                  | 50° 50' 54" NB, 5° 42' 8" OL | 506736 | Meer afbeeldingen                                                           |
| Woonhuis in eclectische stijl, gebouwd in opdracht van J. Vogels.                                                             | Woonhuis                 | 1900     |                       | Wilhelminasingel 104                                  | 50° 50' 53" NB, 5° 42' 9" OL | 506742 | Meer afbeeldingen                                                           |